# Höllenbach (Erlichbach)
Der Höllenbach, auch Höllbach oder Güterbach genannt, ist ein knapp sechs Kilometer langer Zufluss des Erlichbachs. Der Bach entspringt am Südosthang des Schönbrunner Bergs und umfließt diesen an seinem Osthang. In nördlicher Richtung mäandert er durch den Oberwald und bildet dabei einen Teil der Gemarkungsgrenze zwischen Großhennersdorf und Wittgendorf.
Nach dem Austritt aus dem Oberwald wurde ein Teil seines Mittellaufs verrohrt, um Platz für landwirtschaftliche Flächen zu schaffen. Der Unterlauf des Bachs ist heute wieder fast vollständig bewaldet und bietet Lebensraum für verschiedene Spechtarten, Waldschnepfen und Weidenmeisen. Mitte des 19. Jahrhunderts befand sich hier, nahe Heuscheune, noch ein sechzig Hektar großes Teichrevier, das 1915 trockengelegt wurde und von dem heute jedoch nur noch zwei Teiche, der Leubener und der Große Teich, erhalten sind. Im Norden von Großhennersdorf mündet der Höllenbach in den Erlichbach.